# أندريه أوليفيرا فارياس
أندريه أوليفيرا فارياس (بالبرتغالية: André Oliveira Farias‏) (10 فبراير 1979 بنيتيروي في البرازيل - ) هو لاعب كرة قدم برازيلي في مركز الدفاع. لعب مع نادي أمريكا ونادي فاسكو دا غاما ونادي ماكاي ونادي إيتوانو وUberlândia Esporte Clube ‏ ونادي سانتا كروز.

## وصلات خارجية
- أندريه أوليفيرا فارياس على موقع قاعدة بيانات كرة القدم.إي يو (الإنجليزية)
- أندريه أوليفيرا فارياس على موقع Soccerway.com (الإنجليزية)